# Films américains sortis en 1924
Listes de films américains
- 1920
- 1921
- 1922
- 1923
- 1924
- 1925
- 1926
- 1927
- 1928

Liste (non exhaustive) de films américains sortis en 1924.

## A-Z (par ordre alphabétique des titres en anglais)
| Titre                   | Réalisateur                        | Distribution                                                                       | Genre                  | Notes |
| ----------------------- | ---------------------------------- | ---------------------------------------------------------------------------------- | ---------------------- | ----- |
| The Age of Innocence    | Wesley Ruggles                     | Beverly Bayne, Elliott Dexter, Edith Roberts                                       | Drame                  |       |
| The Alaskan             | Herbert Brenon                     | Thomas Meighan, Estelle Taylor                                                     | Film d'aventure        |       |
| Along Came Ruth         | Edward F. Cline                    | Viola Dana, Walter Hiers                                                           | Comédie                |       |
| America                 | D. W. Griffith                     | Carol Dempster, Neil Hamilton, Charles Emmett Mack                                 | Film historique        |       |
| A Pair of Hellions      | Walter Willis                      | Ranger Bill Miller (en), Margaret Gibson                                           | Drame, western         |       |
| Beau Brummel            | Harry Beaumont                     | John Barrymore, Mary Astor                                                         | Film historique        |       |
| Black Oxfords           | Del Lord                           | Natalie Kingston, Andy Clyde, Marceline Day                                        | Comédie                |       |
| Captain January         | Edward F. Cline                    | Diana Serra Cary, Hobart Bosworth, Irene Rich                                      |                        |       |
| Dante's Inferno         | Henry Otto                         | Ralph Lewis,Pauline Starke                                                         | Fantasy dramatique     |       |
| The Dixie Handicap      | Reginald Barker                    | Claire Windsor, Frank Keenan, Lloyd Hughes                                         | Drame                  |       |
| Empty Hands             | Victor Fleming                     | Jack Holt, Norma Shearer                                                           | Film d'amour           |       |
| The Enchanted Cottage   | John S. Robertson                  | Richard Barthelmess, May McAvoy                                                    | Film d'amour           |       |
| Forbidden Paradise      | Ernst Lubitsch                     | Pola Negri, Rod La Rocque, Adolphe Menjou                                          | Aventure               |       |
| Girl Shy                | Fred C. Newmeyer, Sam Taylor       | Harold Lloyd, Jobyna Ralston                                                       | Comédie romantique     |       |
| Greed                   | Erich von Stroheim                 | ZaSu Pitts, Gibson Gowland                                                         | Drame                  |       |
| The Hansom Cabman       | Harry Edwards                      | Harry Langdon, Marceline Day, Andy Clyde                                           | Comédie                |       |
| Happiness               | King Vidor                         | Laurette Taylor, Pat O'Malley, Hedda Hopper                                        | Comédie                |       |
| He Who Gets Slapped     | Victor Sjöström                    | Lon Chaney, Norma Shearer, John Gilbert                                            | Drame                  |       |
| Helen's Babies          | William A. Seiter                  | Diana Serra Cary, Edward Everett Horton, Clara Bow                                 | Comédie                |       |
| Her Night of Romance    | Sidney Franklin                    | Constance Talmadge, Ronald Colman, Jean Hersholt                                   | Film d'amour           |       |
| His Hour                | King Vidor                         | Aileen Pringle, John Gilbert                                                       |                        |       |
| Hot Water               | Fred C. Newmeyer                   | Harold Lloyd, Jobyna Ralston                                                       | Comédie                |       |
| The Humming Bird        | Sidney Olcott                      | Gloria Swanson, Edmund Burns                                                       | Crime drame            |       |
| Icebound                | William C. deMille                 | Richard Dix, Lois Wilson                                                           | Drame                  |       |
| The Iron Horse          | John Ford                          | George O'Brien, Madge Bellamy                                                      | Western                |       |
| Isn't Life Wonderful    | D. W. Griffith                     | Carol Dempster, Neil Hamilton                                                      | Drame                  |       |
| Janice Meredith         | Walter Futter, E. Mason Hopper     | Marion Davies, Holbrook Blinn, Tyrone Power, Sr.                                   | Film historique        |       |
| Little Robinson Crusoe  | Edward F. Cline                    | Jackie Coogan, Will Walling                                                        |                        |       |
| The Luck o' the Foolish | Harry Edwards                      | Harry Langdon, Marceline Day, Madeline Hurlock                                     | Comédie                |       |
| Manhandled              | Allan Dwan                         | Gloria Swanson, Tom Moore, Lilyan Tashman                                          |                        |       |
| The Marriage Circle     | Ernst Lubitsch                     | Florence Vidor, Adolphe Menjou, Monte Blue, Marie Prevost                          | Comédie                |       |
| Monsieur Beaucaire      | Sidney Olcott                      | Rudolph Valentino, Bebe Daniels, Lois Wilson, Doris Kenyon                         | Drame                  |       |
| The Navigator           | Donald Crisp, Buster Keaton,       | Buster Keaton, Kathryn McGuire                                                     | Comédie                |       |
| Open All Night (en)     | Paul Bern                          | Viola Dana, Jetta Goudal, Raymond Griffith                                         | Comédie                |       |
| Orlac Hands             | Louis Wolheim                      | Conrad Veidt, Fritz Kortner                                                        | Horreur                |       |
| Peter Pan               | Herbert Brenon, Glen Castle        | Betty Bronson, Ernest Torrence, Virginia Brown Faire et Mary Brian                 | Fantasy, familial      |       |
| Pioneer's Gold          | Victor Adamson                     | Kathryn McGuire, Pete Morrison                                                     | Western                |       |
| Roaring Lions at Home   | Benjamin Stoloff                   | Oliver Hardy                                                                       | Comédie                |       |
| Romola                  | Henry King                         | Lillian Gish, William Powell                                                       | Drame                  |       |
| The Sea Hawk            | Frank Lloyd                        | Milton Sills, Enid Bennett, Lloyd Hughes                                           | Film de cape et d'épée |       |
| Secrets                 | Frank Borzage                      | Norma Talmadge, Eugene O'Brien                                                     | Drame                  |       |
| Sherlock, Jr.           | Buster Keaton                      | Buster Keaton, Kathryn McGuire                                                     | Comédie                |       |
| Stupid, But Brave       | Fatty Arbuckle as William Goodrich | Al St. John, Eugene Pallette                                                       | Comédie                |       |
| The Thief of Bagdad     | Raoul Walsh                        | Douglas Fairbanks, Snitz Edwards, Charles Belcher, Julanne Johnston, Anna May Wong |                        |       |
| Three Weeks             | Alan Crosland                      | Conrad Nagel, Aileen Pringle                                                       | Film d'amour, drame    |       |
| Three Women             | Ernst Lubitsch                     | May McAvoy, Pauline Frederick                                                      | Drame                  |       |
| Unseen Hands            | Jacques Jaccard                    | Wallace Beery, Fontaine La Rue                                                     | Horreur                |       |
| The Wife of the Centaur | King Vidor                         | Eleanor Boardman, John Gilbert                                                     | Drame                  |       |
| Wild Oranges            | King Vidor                         | Virginia Valli, Frank Mayo, Ford Sterling                                          | Drame                  |       |
| Wine                    | Louis J. Gasnier                   | Clara Bow, Forrest Stanley, Huntley Gordon, Myrtle Stedman, Walter Long            | Comédie dramatique     |       |
| Wine of Youth           | King Vidor                         | Eleanor Boardman, Johnnie Walker, Creighton Hale                                   | Comédie dramatique     |       |